# Estadio El Cobre
Das Estadio El Cobre ist ein Stadion in der chilenischen Stadt El Salvador. Es wurde nach den Plänen von Mario Recordón im Jahre 1980 erbaut und noch im selben Jahr, am 1. Juni 1980, eröffnet. Heute fasst es 20.752 Zuschauer, wovon alle Plätze Sitzplätze sind. Zurzeit wird es hauptsächlich als Fußballstadion genutzt.
Der Fußballverein Club Deportes Cobresal trägt hier seine Heimspiele aus.